# Xavier Aldekoa

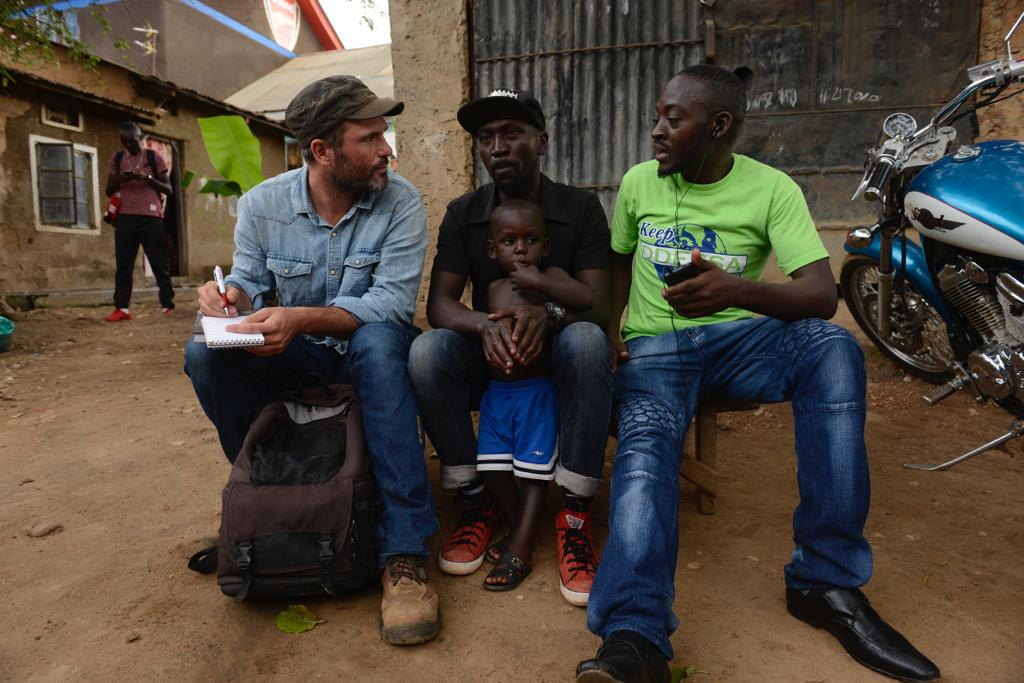
Xavier Aldekoa en Kampala, Uganda. 2018. Imagen de Alfons Rodríguez.

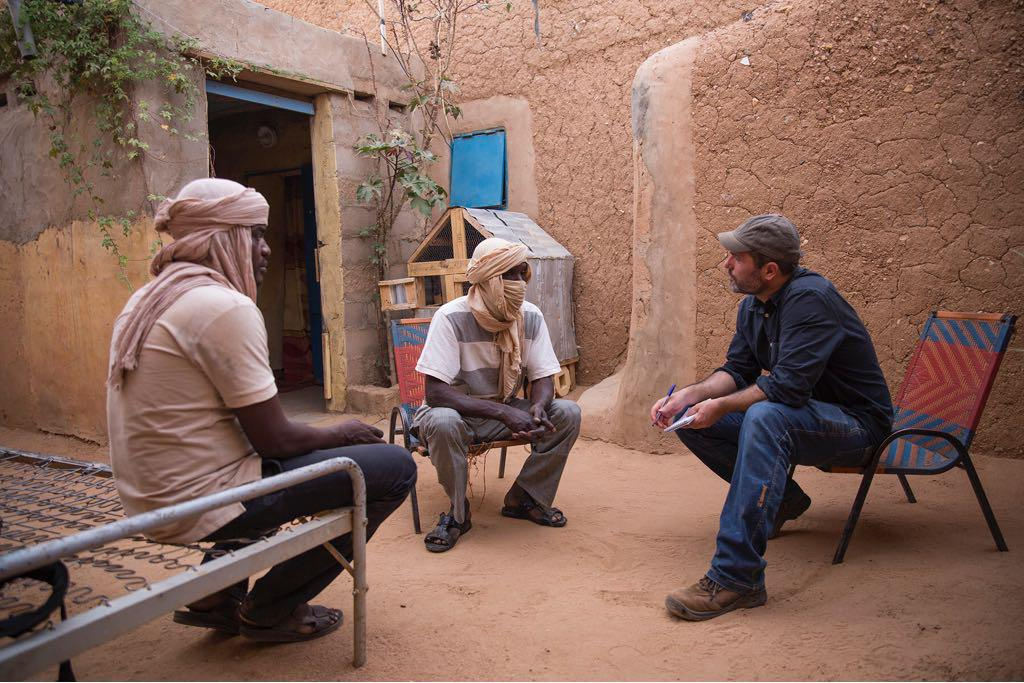
Xavier Aldekoa en Agadez, Níger. 2019. Imagen de Pau Coll

Xavier Aldekoa (Barcelona, 24 de abril de 1981) es un periodista español especializado en temáticas africanas, cofundador de la Revista 5w y de la productora social independiente Muzungu, trabaja como corresponsal africano para La Vanguardia y otros medios.

## Biografía
Licenciado en periodismo por la Universidad Autónoma de Barcelona, con poco más de veinte años Aldekoa viajó por primera vez al continente africano. Poco después se estableció en Johannesburgo. Desde entonces, recorre frecuentemente el continente africano, donde ha sido testigo de guerras, de hambrunas y del despegue de naciones. Ha cubierto múltiples conflictos y temas sociales en Somalia, Sierra Leona, RD Congo, Angola, Sudán del Sur, Mali y más de 35 países africanos. Desde el año 2009 es corresponsal de La Vanguardia en África y realiza reportajes de televisión para diferentes medios. En noviembre de 2014 publicó su primer libro, Océano África (Editorial Península), en 2017 Hijos del Nilo, y en 2019, Indestructibles. En todos ellos recopila diferentes historias de sus experiencias como reportero en varios países africanos.
El diciembre del 2016 ganó el I premio Revbela de Comunicación, otorgado por la fundación Araguaney de Santiago de Compostela. Es uno de los fundadores de la "Revista 5w".

## Libros
- Océano África (Península, 2014)
- Hijos del Nilo (Península, 2017)
- Indestructibles (Península, 2019)
- Quijote en el Congo (Península, 2023)
- África redonda (Península, 2025)

## Documentales
- Tras los pasos de Mandela (52’)
- El derbi de Sudáfrica (52’).
- RD Congo, un país en tinieblas (24’)
- Tensión en el subsuelo (24’)

## Premios y reconocimientos
- 2016- Finalista del Premio Cirilo Rodríguez al mejor corresponsal o enviado especial de un medio español.
- 2016- VI Premio Letras enredadas. iRedes.
- 2016-Finalista Premios Desalambre de Videoperiodismo por el documental “Ébola, mi enemigo”, publicado en Revista 5W:
- 2016-Finalista III Premios Enfoque de Periodismo.
- 2015-X Premio de periodismo solidario Memorial Joan Gomis.
- 2014- Premio La Buena Prensa a la mejor serie de reportajes por “Siete cicatrices africanas”
- 2023 Premio Ortega y Gasset de Periodismo por la serie de reportajes "Río Congo. Un viaje desde las fuentes a la desembocadura por el gran río de África" publicada en La Vanguardia